# Смит, Тейлор Джон
Те́йлор Джо́н Сми́т (англ. Taylor John Smith; род. 13 мая 1995 года, Лос-Анджелес, США) — американский актёр. Известен благодаря ролям Джона Кина в сериале «Острые предметы» и Тейта Уокера в фильме «Там, где раки поют».

## Биография
Тейлор Джон Смит родился 13 мая 1995 года в Лос-Анджелесе, США. У него есть две сестры и брат. Его семья часто переезжала с места на место, и Смит успел пожить в нескольких американских штатах. В старших классах школы он заинтересовался театром. На сцену он попал по счастливой случайности, когда его младшая сестра передумала посещать уроки актёрского мастерства. Родители уже оплатили занятия, поэтому Тейлор пошел на них вместо неё. На первом уроке талант Смита заставил окружающих смеяться до слез и он сразу понял, что в будущем хочет стать актёром.

## Личная жизнь
У Смита были отношения с моделями Андреиной Серрано и Джейми Вилламор.
На данный момент актёр холост.

## Фильмография

### Фильмы
| Год  | Название                            | Роль             | Примечания |
| ---- | ----------------------------------- | ---------------- | ---------- |
| 2014 | Дом с паранормальными явлениями 2   | Джоуи            |            |
| 2014 | Как заниматься любовью по-английски | Дуайт            |            |
| 2015 | Астрал 3                            | Подросток        |            |
| 2015 | Мученицы                            | Сын              |            |
| 2016 | Почти друзья                        | Брэд             |            |
| 2016 | Волки                               | Энтони Келлер    |            |
| 2017 | Потерянный ребенок                  | Билли Сривз      |            |
| 2017 | На одной волне                      | Тайлер Хенсон    |            |
| 2018 | Хантер Киллер                       | Офицер           |            |
| 2020 | Аванпост                            | Эндрю Бандерманн |            |
| 2020 | Воздушный бой                       | Сержант          |            |
| 2022 | Игра теней                          | Дасти Крейн      |            |
| 2022 | Там, где раки поют                  | Тейт Уокер       |            |
| TBA  | Военное дело                        |                  |            |

### Телевидение
| Год  | Название                   | Роль                   | Примечания                     |
| ---- | -------------------------- | ---------------------- | ------------------------------ |
| 2013 | Восприятие                 | Брэйден Салливан       | В серии: «Токсичный»           |
| 2014 | C.S.I.: Место преступления | Роб «Турк» Туркиа      | В сеии: «Книга из теней»       |
| 2014 | Разделяй и властвуй        | Тед                    | Телевизионный фильм            |
| 2014 | Больше времени с семьёй    | Школьник               | Телевизионный фильм            |
| 2014 | Социопат                   | Студент                | В 2 сериях                     |
| 2015 | Полиция Чикаго             | Ник Саттер             | В серии: «Оттолкни боль»       |
| 2015 | Анатомия страсти           | Ник                    | В серии: «Когда я вырасту»     |
| 2015 | Руководство                | Чип                    | В 2 сериях                     |
| 2015 | Зои Харт из южного штата   | Чет                    | В серии: «Мальчики из Алабамы» |
| 2015 | Гавайи 5.0                 | Молодой Стив МаКгаррет | В серии: «Kукаевейл»           |
| 2015 | Постоянные советники       | Маркус                 | В серии: «Хэллоуин»            |
| 2016 | Американское преступление  | Люк                    | В 4 сериях                     |
| 2016 | Жестокие цели              | Буш Кейси              | Невышедшая пилотная серия      |
| 2016 | Фальсивикация              | Престон                | В серии: «Незащищённый бывший» |
| 2018 | Острые предметы            | Джон Кин               | В 8 сериях                     |